# 春行きバス
『春行きバス』（はるゆきバス）は、宇佐美真紀による日本の漫画作品。

## 概要
『Betsucomi』（小学館）にて2006年1月号から2007年5月号まで連載された。単行本は全4巻。
一台のバスを通じて高校生の切ない恋愛を描くオムニバス作品。作者によると、オムニバスのダジャレで思いついた作品。

## あらすじ
1. バス酔い少女と自転車少年
東京から大阪へ引っ越してきた小川志穂は、ひどいバス酔いに悩んでいた。ある日、バスの窓から自転車の少年と目が合い、バス酔いも平気になり始める。後日、彼がバスに乗ってくるが、彼は修学旅行で大阪弁をバカにされて以来、「東京の女とは喋りたくない」と思っていることを知ってしまう。
2. 恋愛方面純情経由あのコ行き
女の子からモテモテの圭吾。どの女子とも気さくに接する圭吾だが、唯一学年トップの才女・内田みちるとは話したことがなかった。当のみちるには嫌われているらしいと聞き、暇つぶし程度にみちるを口説こうとする。
3. 迷子とバスの眠る街
母子家庭を支えてきた中学3年生の麗奈は最近、隣人で通学バスの運転手・西島に興味を持っていた。そして遂に、母が再婚を決意、相手にも子どもがいる。新しくできる「家族」に自分の居場所が見いだせなくて……。
4. 未来の路線図・前編
高校受験の時以来付き合っている桃花と海斗。優秀な海斗とおとぼけな桃花。それから2年の月日が流れ、再び進路を決める時期になる。ところが、海斗が東京の大学を希望していることを知ってしまう。
5. 未来の路線図・後編
一緒に付いていくか、遠距離恋愛か、選ぶ道は2本しかないと思っていた桃花だが、海斗にもう1本の道“別れる”道を示唆される。桃花はどちらを選ぶのか。
6. 忘れ物を乗せて
高校時代の後輩・コータローから、1年前に亡くなったチヨの忘れ物を見つけたと連絡を受けた律子。律子・チヨ・コータローの3人は高校時代、放送部を立ち上げた仲間だった。挑む前から夢を諦めていた律子に、チヨが怒って喧嘩別れしたまま、チヨは死んでしまった。
7. ハイテンション・ドライブ
いつもバスで見かける彼の写真をこっそり撮っていた実和だが、バスでケータイを落としてしまい、その彼に「キモイ」と言われてしまう。彼の本性を知り、本気で好きになる前で良かった、と安堵する実和だが、彼と接するうちに想いは再び……。
8. バス通り 明け方の星
相手に触らないと好きかどうか分からない桜子。ある日、別の女の子に「ヤリマン!」と水をぶっかけられ途方に暮れていたところを、バイト先の先輩に助けられ、自分の悩みを相談する。触らなくても好きになれるか試してみよう、ということになった桜子だが……。
9. 初恋☆ロード
イイと思った子にはすぐ告白し振られ続きだった山田。最近学校帰りのバスの中からよく見る女の子、夕暮れの歩道橋に佇むその子に運命を感じた山田は、即話しかける。何と彼女は小中学生の時の同級生・平田で、山田の初恋の相手だった。
10. 恋色交差点
友達ポジションでいい仲になろうと思っていた相手が他校の女の子と付き合い始めてしまった。生徒会執行部の一員・梨香は、そんな思いを吹っ切ろうとしていたが、会長の黒崎に邪魔さ……。
11. エモーショナル・エンジン
周りから「恋愛師匠（ラブ・マスター）」と呼ばれ、様々な恋愛相談に応じる愛。だが派手な見た目とは裏腹に、初恋もまだの超恋愛初心者だった。そんな愛は、いつもバスで見かける進学校の好青年に片思いをしていた。
12. 君待ち停留所
人を寄せつけないことで有名な遠野に告白し、振られた十和子。補習を受けることになった十和子は、成り行きで遠野に辞書を借りる。その辞書に「十和子様」と書かれた一枚の手紙を見つける。それは、遠野の祖父の妹の叶わなかった恋の足跡だった。
13. 満員御礼!
夏の大会で1年生にして登板して以来、大人気になった野球部の工藤。ところが、同じバスを利用するあおいは大迷惑をしていた。工藤目当ての女子が詰めかけて毎日すし詰め状態と化していたからだ。ある日、他の乗客に押されたあおいは、弾みで工藤の股間を握ってしまい……!?
14. 寄り道の夜
地味で真面目で消極的な詠美は、隣の席の環くんも同じような性格で、親近感を覚えていた。ある日、バスを乗り間違えた詠美は、学校での姿からは想像もつかない環に遭遇してしまう。
15. 女の子の特等席
ガサツでデカくて男顔に生まれた玲。バスケ部のマネージャーをする玲は、バスで知らない人の膝で寝てしまい、初めて女の子扱いされる。その彼が、教育実習生として玲の高校に来て……。
16. 終点ははじまり（最終回）
高校の入学式の日に仲良くなった陽菜・映太・たけっちの3人。やがてたけっちが陽菜に告白し、2人は付き合い始め、映太との間には壁を感じていた。ある日、陽菜は帰りのバスの中から犬と戯れる映太を目撃し、壁はなくなったかに思えたが、3人の仲は崩壊してしまう。

## 書誌情報
- 宇佐美真紀 『春行きバス』 〈小学館・フラワーコミックス〉 全4巻
  1. 2006年7月26日発売、ISBN 4-09-130545-8
  2. 2006年10月26日発売、ISBN 4-09-130688-8
  3. 2007年2月26日発売、ISBN 978-4-09-130853-5
  4. 2007年6月26日発売、ISBN 978-4-09-131083-5